# Новоомельково
Новоомельково (укр. Новоомелькове) — село, относится к Старобельскому району Луганской области Украины.
Население по переписи 2001 года составляло 126 человек. Почтовый индекс — 92743. Телефонный код — 6461. Занимает площадь 0,28 км². Код КОАТУУ — 4425180603.

## Местный совет
92742, Луганська обл., Старобільський р-н, с. Вишневе, вул. Новобудівельна, 10  (укр.)